# خربة الجمل
خربة الجمل قرية سوريّة تتبع إداريّاً لمحافظة حلب منطقة عين العرب ناحية صرين، بلغ تعداد سكانها 318 نسمة حسب التعداد السكاني لعام 2004.